# Louis Belogenis
Louis Belogenis, ook wel Louie Belogenis, is een Amerikaanse saxofonist (tenorsaxofoon) in de free jazz.
Belogenis werkte samen met John Zorn, Ikue Mori, Borah Bergman, Sylvie Courvoisier, Hilliard Greene (Exuberance), Roberta Piket, Billy Mintz, Eivind Opsvik, Reggie Workman en Harris Eisenstadt. Hij werkte mee aan opnames van Steve Swell (Magical Listening Hour) en Kevin Norton (Intuitive Structures) en speelde in een duo met Rashied Ali (The Rings of Saturn, 1999). Belogenis trad meerder keren op het Vision Festival op en speelde in de Knitting Factory en in The Stone. Hij was co-leider van Prima Materia en speelde in Joe Gallant's llluminati. Hij speelde in het trio Unbroken (met Shanir Ezra Blumenkranz en Kenny Wollesen) en nam daarmee de plaat Unbroken op (Tick Tock, 2005). Met Sunny Murray en Michael Bisio maakte hij het album Tiresias (2008). Belogenis was tussen 1990 en 2009 betrokken bij 18 opnamesessies.